# Tamopsis darlingtoniana
Tamopsis darlingtoniana – gatunek pająka z rodziny Hersiliidae.
Gatunek ten został opisany w 1987 roku przez Barabarę i Martina Baehrów, na podstawie pojedynczej samicy odłowionej w Darlington.
Holotypowa samica ma 3,8 mm długości ciała. Prosoma okrągła, jasnobrązowa z białymi, okrągłymi plamkami przy brzegach i białą, wydłużoną za oczami. Obszar oczny słabo wyniesiony, a nadustek w ⅔ tak wysoki jak on. Przednio-środkowa para oczu dość mała, zaś tylno-boczna największa. Szczękoczułki i nadustek żółte. Kształt sternum sercowaty. Opistosoma nieco szersza niż prosoma, żółta z lekkim nakrapianiem, wyposażona w 5 par okrągłych grzbietowych dołków mięśniowych. Odnóża i tylno-boczne kądziołki przędne delikatnie obrączkowane, te ostatnie znacznie dłuższe niż opistosoma. Wulwa z bardzo dużymi zbiorniczkami nasiennymi na które nawinięte są przewody inseminacyjne. Brzuszny ze zbiorniczków ma boczną powierzchnię gruczołową i nabrzmiałą.
Pająk endemiczny dla Australii, znany z Australii Zachodniej.